# Sean Bridgers
Sean MacKenzie Bridgers (Chapel Hill; 15 de marzo de 1968) es un actor, guionista y productor estadounidense. Es más conocido por su papel como Johnny Burns en la serie Deadwood de HBO y como Trey Willis en la serie Rectify, del canal SundanceTV. 
Recibió elogios por su papel en películas como Lucky McKee's, The Woman o Jug Face, así como críticas notables por sus actuaciones en Sweet Home Alabama o Nell. Hizo el papel de "Viejo Nick" en la película La habitación (2015).

## Biografía
Sean Bridgers nació en 1968 en Chapel Hill, Carolina del Norte, hijo de Ben y Sue Ellen Bridgers. Su padre era abogado de una tribu Cheroqui y publicó un libro de memorias y libros de poesía. Su madre es una novelista con siete novelas publicadas.
Graduado en la St. Andrew's-Sewanee School y en la Universidad de Carolina Occidental, el propio Bridgers ha confesado la influencia de Mark Twain en sus guiones, así como su interés por un actor secundario como Robert Duvall en la película Tender Mercies, que vio cuando solo tenía 14 años. También ha confesado su admiración por Horton Foote, una de sus influencias más importantes.
Sean Bridgers tiene dos hijos, también actores. Su hijo Jackson ha actuado en las series Justified y Deadwood; su hija Kate protagonizó el cortometraje The Birthday Present, dirigido por el propio Bridgers en 2012.

## Producciones
Bridgers ha participado en el largometraje La mujer, en el papel de McKee, y ha coprotagonizado la película de terror, del director y guionista Chad Crawford Kinkle, Jug Face, presentada en el Slamdance Film Festival. Por sus actuaciones, Bridgers ha recibido numerosos elogios. Mark Walker escribió en The Copenhagen Post que el papel de Bridgers como Viejo Nick en La habitación era "brillante".

### Guionista
Como guionista, Bridgers, junto con su socio Michael Hemschoot, ha desarrollado un buen número de proyectos, como Arkansas Traveler, película que tiene lugar en el Sur de Estados Unidos durante la Guerra de Secesión, calificada como un "wéstern faustiano". Bridgers escribió el guion original y la produjo en compañía de su socio Hemschoot, de Travelin' Productions. En el reparto participaron Garret Dillahunt y Angela Bettis.
Bridgers y Hemschoot, junto a sus respectivas compañías de producción Travelin' Productions y Worker Studio, desarrollaron un documental animado sobre la Segunda Guerra Mundial en 2013.

## Filmografía

### Cine
| Película | Película                                       | Película        | Película |
| Año      | Título                                         | Papel           | Notas |
| -------- | ---------------------------------------------- | --------------- | --- |
| 1992     | Niños del maíz II: El sacrificio final         | Jedediah        | |
| 1993     | Road-Kill U.S.A.                               | Josh            | |
| 1994     | Getting In                                     | Dumpster Hunter | También productor |
| 1994     | Nell                                           | Mike Ibarra     | |
| 1995     | Once Upon a Time...When We Were Colored        | Mr. Bob         | |
| 1997     | Paradise Falls                                 | Henry Bancroft  | Producida y escrita junto a su madres, Sue Ellen Bridgers. Premio al filme Mejor realizado en el Festival de cine de Hollywood. |
| 2002     | Clover Bend                                    | Tyler           | Con David Keith, Robert Urich y Barry Corbin                                                                                    |
| 2002     | Lullaby                                        | Diésel          | |
| 2002     | Sweet Home Alabama                             | Eldon           | |
| 2003     | Apple Jack                                     | Les Danyou      | Cortometraje; ganador de premios en el L.A. Shorts Fest y en el Deep Ellum Film Festival.                                       |
| 2007     | Jake's Closet                                  | Peter           | |
| 2008     | A Night at the Zoo (Una noche en el zoológico) | Donny           | Cortometraje; producido, escrito y codirigido junto a Michael "Ffish" Hemschoot                                                 |
| 2008     | Witless Protection                             | Norm            | |
| 2009     | Cold Storage                                   |                 | Protagonizada por Nick Searcy                                                                                                   |
| 2011     | La mujer                                       | Chris Cleek     | |
| 2011     | Blood on My Name                               | Thomas          | Cortometraje |
| 2012     | El presente de cumpleaños                      | Papá            | Cortometraje; también codirigido junto con Michael Hemschoot.                                                                   |
| 2012     | The Birthday Present                           | Burke Sawyer    | Cortometraje |
| 2013     | Jug Face                                       | Dawai           | |
| 2014     | The Best of Me                                 | Tommy Cole      | |
| 2015     | Legs                                           | Ford            | |
| 2015     | Trumbo                                         | Jeff Krandall   | |
| 2015     | Dark Places                                    | Runner Day      | |
| 2015     | La habitación                                  | Viejo Nick      | |
| 2015     | Blue                                           | Sheriff Hawkes  | |
| 2016     | Midnight Special                               | Fredrick        | |
| 2016     | Free State of Jones                            | Sumrall         | |
| 2016     | Los siete magníficos                           | Fanning         | |
| 2016     | The Whole Truth                                | Arthur Westin   | |
| 2024     | Outlaw Posse                                   | Alcalde         | |

### Televisión
| Televisivo  | Televisivo                                                | Televisivo            | Televisivo                                                                                                 |
| Año         | Título                                                    | Papel                 | Notas |
| ----------- | --------------------------------------------------------- | --------------------- | --- |
| 1991        | Asesinato en Nuevo Hampshire: La historia de Pamela Wojas | Ralph Welch           | Película para televisión; acreditado como Sean Bridges                                                     |
| 1995        | Muerte en dosis pequeñas                                  | Señor Carter          | Película para televisión                                                                                   |
| 1995        | American Gothic                                           | Policía               | Episodio 2; episodio 20                                                                                    |
| 1995        | Assassin Intent                                           | Dennis                | Película para televisión                                                                                   |
| 1996        | Memorias robadas: Secretos del jardín de Rosa             | Jeff (adolescente #1) | Película para televisión                                                                                   |
| 1997        | El secreto                                                | Aaron Clemens         | Película para televisión                                                                                   |
| 1997        | Peligro cercano                                           | Cita de Donna         | Película para televisión                                                                                   |
| 1998        | Legado                                                    | William Winters       | 2 episodios                                                                                                |
| 1999        | Un.T.F.                                                   | Smitty                | Película para televisión; escrita por Patricia Cornwell                                                    |
| 2000        | Diff'rent Strokes                                         | Robert                | Película para televisión                                                                                   |
| 2000        | I Cover: Basada en la vida de una familia del FBI         | Brian                 | Episodio 9: "Turtle Soup"; acreditado como Sean Bridges                                                    |
| 2004        | The Dale Earnhardt History                                | Neil Bonnett          | Película para televisión                                                                                   |
| 2004–2006   | Deadwood                                                  | Johnny Burns          | 36 episodios, nominación compartida para un Premio del Sindicato de Actores al mejor reparto de televisión |
| 2006        | Mentes criminales                                         | James Charles         | Temporada 2, episodio 28: "The Boogeyman"                                                                  |
| 2006        | Cold Case                                                 | Ty Sugar              | Temporada 4, episodio 11: "The Red and the Blue"                                                           |
| 2007        | CSI: Crime Scene Investigation                            | Art Schuster          | Temporada 7, episodio 24: "Living Doll"                                                                    |
| 2008        | 12 Miles of Bad Road                                      | Lyle Hartsong         | Temporada 1, 6 episodios                                                                                   |
| 2008–2009   | Private Practice                                          | Frank                 | 2 episodios                                                                                                |
| 2009        | Reglas de casa                                            | Cameron Drummer       | Película para televisión; dirigida por Daniel Minahan                                                      |
| 2009        | Salvando a Grace                                          | Carl Lafong           | Temporada 2, episodio 9: "¿Do You Believe in Second Chances?"                                              |
| 2009        | Bones                                                     | John Collins          | Temporada 5, episodio 6: "The Tough Man in the Tender Chicken"                                             |
| 2009        | Lie to Me                                                 | Harold Clark          | Episodio 10: "Hombre del tractor"                                                                          |
| 2010        | El mentalista                                             | Ranger Tisdale        | Episodio 18: "Aingavite Baa"                                                                               |
| 2010        | Justified                                                 | Virgilio Corum        | Episodio 10: "El martillo"                                                                                 |
| 2010        | True Blood                                                | Bobby Grand           | Episodio 7: "Pegando la tierra"                                                                            |
| 2011        | Hart of Dixie                                             | Leon Mercy            | Episodio 6: "Undead & Unsaid"                                                                              |
| 2011–2012   | Raising Hope                                              | Jack                  | 2 episodios                                                                                                |
| 2012–2015   | Rectify                                                   | Trey Willis           | Episodios 1, 2 y 3. Del creador Ray McKinnon                                                               |
| Videojuegos |                                                           |                       | |
| Año         | Título                                                    | Papel                 | Notas |
| 2011        | L.A. Noire                                                | Voz                   | Rockstar Games                                                                                             |